# Сущов, Павел Иванович
Па́вел Ива́нович Сущо́в (или Сущёв) (30 мая 1779, Сущёво Васильсурского уезда Нижегородской губернии — 23 декабря 1851, Санкт-Петербург) — вице-адмирал, членом Адмиралтейств-совета.
Происходил из древней дворянской фамилии, родился 30 мая 1779 г. в родовом имении Сущёво Васильсурского уезда Нижегородской губернии.
В 1791 г. он поступил в Морской кадетский корпус, по окончании курса которого 1 мая 1796 г., «не вступно 17-ти лет от роду», был произведён в мичманы и командирован в Архангельск, где в течение лета следующего года командовал портовым бригом № 1.
Между 1798—1800 гг. Сущов находился в эскадре вице-адмирала Тета, посланной в качестве вспомогательного отряда из Архангельска в Англию. Состоя на фрегате «Счастливый», он посетил ряд европейских портов, в том числе Любек, Данциг, Карлскрону и Стокгольм. Возвратившись осенью 1800 г. в Кронштадт, Сущов в течение всей дальнейшей морской службы уже никогда не выходил за пределы Балтийского флота.
Произведённый через два года в лейтенанты, он в 1807 г. был назначен командиром катера «Снапоп», а в следующем году, командуя несколькими канонерскими лодками, участвовал в сражении у Юнгфрузунда (8 августа) и в жарком деле русского гребного флота с шведским у острова Пальви (6 сентября), за что получил несколько знаков отличия. При последнем сражении он был очевидцем геройской защиты мичмана В. Ф. Сухотина, которую описал в письме к известному историографу русского флота В. Н. Берху, впоследствии напечатанном в «Северной пчеле» за 1829 год (№ 152).
Когда в 1809 г. Кронштадт был приведён в оборонительное положение ввиду предполагавшейся возможности прихода английского флота, Сущов находился на одном из кораблей, всё время стоявших на рейде. В чине капитан-лейтенанта (с 1811 г.) командуя военным бригом «Меркурий» и крейсируя на нём в 1812 г. у берегов Курляндии, Сущов вёл дневник наиболее выдающимся событиям и свои наблюдения под заглавием «Из записок старого моряка» напечатал впоследствии в «Морском сборнике» (1848 г., т. Ι и II). Одно его замечание по поводу управления тендерами породило целую полемику по этому вопросу на страницах «Морского сборника».
В 1816 г. Сущов, состоя командиром брига «Феликс», ездил с гвардейскими нижними чинами в Стокгольм, где получил шведский орден Меча, а по возвращении был 12 декабря 1817 года награждён орденом св. Георгия 4-й степени за проведение 18 полугодовых морских кампаний (№ 3374 по кавалерскому списку Григоровича — Степанова).
В 1819 г. он состоял флаг-капитаном при вице-адмирале Р. В. Кроуне и занимался перевозкой войск из Свеаборга в Ревель, следующий год провел по болезни в отпуске, в течение 1821—1823 гг. командовал сначала фрегатом «Гектор», затем фрегатом «Автроил», участвовал в крейсерствах, а в конце последнего года был произведён в капитаны 2-го ранга и назначен начальником линейного корабля «Ретвизан», на котором однако за его ветхостью кампании не совершал. За деятельное участие в снятии с мели судов после наводнения 1824 г. Сущов в числе немногих был награждён орденом св. Владимира 4-й степени.
С 1827 г. вместе с повышением в капитаны 1-го ранга он был определён командиром 17-го флотского экипажа и строившегося 84-пушечного корабля «Эмгейтон», два года спустя — командиром 14-го флотского экипажа и 110-пушечного корабля «Император Александр I», во главе которых состоял до 28 августа 1831 г., когда был пожалован в контр-адмиралы и назначен капитаном Кронштадтского порта; однако в этой должности он пробыл не более года.
В течение следующих лет, начиная с 1832 г., Сущов состоял начальником 3-й бригады 1-й флотской дивизии и командовал особым отрядом военных судов, совершал обычные кампании, специально занимался перевозкой войск, наблюдал за испытанием новопостроенных судов — например кораблей «Владимир», «Фершампенауз», «Орёл»; в 1836—1837 годах недолго командовал всей 1-й флотской дивизией Балтийского флота, а с производством в вице-адмиралы (в 1837 году), состоял начальником практической эскадры в Балтийском море до 1839 г., когда по слабости здоровья был назначен членом Адмиралтейств-совета.
В заседаниях последнего он принимал деятельное участие при пересмотре некоторых глав морского устава; в совете служил до конца жизни. Высший орден имел св. Владимира 2-й степени пожалованный в 1845 году.
По отзывам современников, Сущов живо интересовался литературой, в особенности морской, в которой считался авторитетом.
Скончался 23 декабря 1851 г. в Санкт-Петербурге, похоронен в родном поместье.